# Brayan Ramírez
Brayan Ramírez, es un ciclista colombiano, nacido el 20 de noviembre de 1992 en Bogotá, Colombia. Actualmente para el equipo Colombia de categoría Continental el Medellín-Inder.
Entre sus logros más importantes está la medalla de oro por equipos en los Juegos Olímpicos de la Juventud Singapur 2010 y en los Juegos Centroamericanos y del Caribe Veracruz 2014 donde obtuvo la medalla de oro en la prueba de ciclismo en ruta de contrarreloj individual.
En el año 2015 corrió para el equipo colombiano de categoría profesional continental el Colombia. Luego en el año 2016 regresa al pelotón nacional para correr en el equipo de categoría Continental el Movistar Team (Colombia).

## Palmarés
2010
- Vuelta del Porvenir de Colombia
- Juegos Olímpicos de la Juventud
  - Ciclismo por Equipos

2011
- Campeón de Colombia Contrarreloj Sub-23
- 3º en el Campeonato de Colombia en Ruta Sub-23

2012
- 2º en el Campeonato de Colombia en Ruta

2013
- Juegos Bolivarianos Contrarreloj

2014
- 3º en el Campeonato de Colombia Contrarreloj Sub-23
- 2º en el Campeonato de Colombia de Ruta Sub-23
- Juegos Centroamericanos y del Caribe Contrarreloj
- 3.º en los Juegos Suramericanos Contrarreloj

2016
- 2.º en el Campeonato de Colombia Contrarreloj
- 2º en el Campeonato Panamericano en Ruta

2017
- Tour de Ankara, más 1 etapa

## Resultados enGrandes Vueltas
| Carrera         | 2015  | 2016 | 2017 |
| Giro de Italia  | -     | -    | -    |
| Tour de Francia | -     | -    | -    |
| Vuelta a España | 127.º | -    | -    |

-: no participa 

## Equipos
- Movistar Team América (2013-2014)
- Colombia (2015)
- Movistar Team (Colombia) (2016)
- Medellín-Inder (2017)